# Holopogon atripennis
Holopogon atripennis là một loài ruồi trong họ Asilidae. Holopogon atripennis được Back miêu tả năm 1909. Loài này phân bố ở vùng Tân Bắc giới.